# Kolniszki
Kolniszki (niem. Collnischken) – osada w Polsce położona w województwie warmińsko-mazurskim, w powiecie gołdapskim, w gminie Gołdap.
W latach 1975–1998 miejscowość administracyjnie należała do województwa suwalskiego.
Wieś została założona przez Jana Bendera ze Skocz na ziemi zakupionej w 1564 roku.
Podczas akcji germanizacyjnej nazw miejscowych i fizjograficznych (tzw. chrzty hitlerowskie) utrwalona historycznie nazwa niemiecka Collnischken została w 1938 r. zastąpiona przez administrację nazistowską sztuczną formą Burgfelde.
W pobliżu osady znajduje się grodzisko Jaćwingów.